# Eugène Ionesco
Eugène Ionesco (født Eugen Ionescu; 26. november 1909, død 28. marts 1994) var en fransk-rumænsk skuespilforfatter og en af de første inden for absurd teater, som han fik stor indflydelse på. 
Ud over at gøre grin med de mest almindelige menneskelige situationer beskriver Ionescos skuespil meget håndgribeligt menneskets ensomhed og betydningsløshed.
Ionesco blev født i Slatina i distriktet Olt. Hans far var ortodoks, og hans fransk/græsk-romerske mor var protestantisk som sin far. Hendes græsk-ortodokse mor blev reformert. Eugène blev døbt i den rumænske-ortodokse kirke.
Mange kilder anfører hans fødselsår som 1912. Det er en fejl, som skyldes Ionescos forfængelighed.
Han blev medlem af Académie française i 1970.

## Værker i udvalg
- Den skaldede sangerinde
- Enetime
- Dødens Triumf